# Château de Charbonnières (Savoie)
Pour les articles homonymes, voir Charbonnières.
Le château de Charbonnières (en latin castrum carboneria) ou château d'Aiguebelle (en latin aqua bella ou aqua pulchra), est un ancien château fort, du XIe siècle, remanié au XVIe siècle, dont les vestiges se dressent sur la commune d'Aiguebelle dans le département de la Savoie en région Auvergne-Rhône-Alpes.
Le château de Charbonnières est la résidence ancestrale des comtes en Maurienne, puis de Savoie avec le comte Humbert, avant que ceux-ci ne transfèrent leur résidence comtale à Montmélian, puis en 1295 à Chambéry.
La forteresse est ruinée au XVIIIe siècle.

## Situation
Les ruines du château de Charbonnières sont situées dans le département français de la Savoie sur la commune d'Aiguebelle. Le château situé sur un verrou glaciaire fermait l'accès aux parties moyennes et hautes de la vallée de Maurienne, depuis la combe de Savoie. Bernard Demotz indique, pour sa part, que « la petite ville d'Aiguebelle [a] une situation encore en Savoie propre hors de toute contestation de l'évêque de Maurienne ».
Le château s’élevait sur un rocher qui domine le bourg d'Aiguebelle, de près de 80 mètres, et l'Arc. Il commandait la route entre la Savoie et l'Italie, par le col du Mont-Cenis.

## Étymologie
Le toponyme charbonnières dérive très probablement du latin carbonaria, carboneria et désignerait un lieu de production de charbon,. L'historien local, Léon Menabrea, dans son ouvrage Les Alpes historiques (1841), indique que celui-ci ne proviendrait pas de l'existence d'une charbonnière, mais plutôt d'un vocable militaire qualifiant des fortifications fait de palissades,. Le bourg aurait pu également porter ce nom avant de devenir Aiguebelle qu'au XIIe siècle,. Toutefois, le chanoine Gros mentionne un Burgus qui dicitur Aquabella datant d'avant 1070.

## Histoire
Il apparait très probable que les Romains auraient édifié sur le rocher un oppidum. Avant que le site ne soit semble-t-il repris par les Wisigoths, puis plus tard par les Sarrasins, qui en auraient élevé les premières fortifications.

### Centre du pouvoir des comtes en Maurienne, puis de Savoie (XIesiècle-XIIIesiècle)
Le château est mentionné dans plusieurs sources du XIe siècle cité, dès 1023 (selon Demario et Prieur) ou 1043 (selon Demotz et Salch), ; le 10 mars 1044 (Castrum qui Carboneria dicitur), dans une charte, datée du château de Charbonnières, dans laquelle un clerc, Aimon, fils de Hugues, fait donation de l’église de Voglans aux moines de la Novalaise,, et en 1082 (Carbonaricum).
Au début du XIe siècle, la famille de Miolans semble s'être, selon l'historien Bernard Demotz, proclamée vicomte d'Aiguebelle, s'appuyant sur leur château des Hurtières, et que le château de Charbonnières soit à cette époque en leur possession,. Selon l'historien local, l'abbé Félix Bernard (1883-1972), les Miolans seraient ainsi une branche des Miolans-Charbonnières, tout comme l'autre grande famille de cette région, les La Chambre,,.
Le château, vers la fin du XIe siècle, devient une possession des Humbertiens, future maison de Savoie, lorsque le comte Humbert en fait sa résidence principale. Toutefois, l'historiographie ne sait pas à ce jour dans quelle condition les Humbertiens s'installent à Charbonnières. L'historien Bernard Demotz formule ainsi les hypothèses en 1980 : « Accueil par un vassal ? Système du château rendable à la venue du Comte comme en vallée d'Aoste ? Partage du château entre le Comte, le vicomte et même d'autres vassaux ? ».
Amédée Ier de Savoie (né vers 1016-†1051), Othon Ier de Savoie (né vers 1023-†19 mars 1060), qui résida alternativement au château d'Aveillane (à proximité de Suse) et Amédée II de Savoie (né vers 1050-†vers le 26 janvier 1080), y seraient nés. Ils devaient résider sur une terre, qu'ils possédaient, à proximité du château, rive droite de l'Arc, située au hameau des Durnières. Le comte Thomas Ier de Savoie naît au château, en 1177, et, Philippe Ier de Savoie, en 1207.
Le château aurait accueilli le premier atelier monétaire des comtes de Savoie. Des deniers, deniers au type d'Aiguebelle, imitant les monnaies des évêques de Viennois y auraient été frappés sous le règne d'Othon Ier,.
Le château de Charbonnières resta, malgré le déplacement du centre des États de Savoie vers la plaine, Montmélian, puis Chambéry, une place forte d'importance dans laquelle les comtes se rendaient fréquemment. C'est au château que fut signé, par Pierre II de Savoie, une charte, le 8 avril 1266, établissant à Saint-Michel-de-Maurienne une foire et un marché hebdomadaire.

### Siège d'une châtellenie (fin duXIIIesiècle-XVIIesiècle)
Avec la perte d'influence d'Aiguebelle, au profit de Montmélian, puis Chambéry, le château est donné à un châtelain à partir du XIIIe siècle. Le premier compte de châtellenie d'Aiguebelle connu date de 1275. Les différents comptes possédés par les Archives départementales de la Savoie pour la période entre les XIIIe siècle et XVIe siècle permettent de connaître les travaux réalisés pour entretenir le château, mais également la participation aux chevauchées ordonnées par le comte, comme le rappelle notamment Bernard Ducretet dans une communication portant sur « Les châtelains de Beaufort du XIIIe au XVIIIe siècle ».
Ainsi, le châtelain fournit, en 1355, à Amédée VI de Savoie, dix hommes à cheval et deux cents hommes à pieds. Cette information permet également de démontrer l’importance de la place forte de Charbonnières.
La seigneurie est érigée en baronnie en 1590, à la faveur d'Aymé de Gerbaix de Sonnaz, lieutenant général de cavalerie du duc de Savoie, afin de le récompenser de sa bravoure.

### Rôle dans les conflits desXVIesiècle-XVIIIesiècle
La forteresse est le siège de nombreuses batailles lors des différentes invasions françaises ou espagnoles des États de Savoie. Ainsi, en 1536,, lors de l'entrée en Savoie des troupes de François Ier, la place est en grande partie détruite par le feu.
Au XVIe siècle, Emmanuel-Philibert de Savoie fait remettre en état la place forte, dans le cadre de la restauration de ses États, après l'occupation de ceux-ci de 1536 à 1559, et en fait une véritable forteresse en la dotant de fortifications.
Les troupes de Lesdiguières et son gendre Créquy, en juin 1597, lors de l’invasion de la Savoie, mettent le siège devant Charbonnières. La garnison forte seulement de 50 hommes se rend au bout de 8 jours. Le duc Charles-Emmanuel Ier de Savoie la reprend le 7 mars 1598.
Lors de la guerre franco-savoyarde (1600-1601), après avoir pris Chambéry et mis le siège devant Montmélian, les troupes d'Henri IV, qui dit de Charbonnières comme étant « une place dont on n'aurait pas bon marché », pénétrèrent en Maurienne et se dirigèrent sur Aiguebelle.
Il ne restait plus comme défense que la place forte de Charbonnières, position clé de la Maurienne ; située dans les gorges étroites qui s'étendent au pied des montagnes jusqu'au Mont-Cenis. « Ce château eft bâti sur l'Ifère, au sommet d'un rocher inacceffible de toutes parts excepté par un fentier étroit qui conduit à la Porterie ».
Créquy et Abel de Bérenger de Morges furent détachés avec leurs troupes pour investir le fort d'Aiguebelle. Leur rapidité d'action faillit surprendre la garnison qui songeait à brûler le poste, de peur que les troupes françaises y logent. Le marquis de Rosny fit mettre en batterie 10 gros canons et 2 plus petits, sur les sommets dominant le château, qui tirèrent 637 coups avant que la garnison, commandée par Humbert de Saix, sans espérance d'être secourue, demanda à capituler « en lui accordant vies & bagues fauves ; du reste on convint qu'elle fotiroit de la place, mêches éteintes & fans drapeaux ».
Le 2 septembre, la capitulation du fort de Charbonnières fut signée, mais « ce qu'il y avait de plus brave parmi les aſſiégés, ayant refuſé de l'accepter, comme n'étant pas aſſez honorable, on recommença à battre la place, qui ſe rendit auſſi-tôt après. ». La place se rend le 19 septembre 1600.
La forteresse au sortir du conflit est très endommagée, en grande partie reconstruite, elle sera prise à nouveau par les armées du maréchal de Créquy en 1630,. Le 12 juin 1630, Créquy en prépare l'attaque et après avoir disposé ses canons, le 19 juin 1630, la place est bombardée. Après avoir reçu une trentaine de coups de canon, la garnison forte de 200 hommes, se rend. Créqui en informe Richelieu en ces termes : « Je n'ai pas cru devoir arrêter à aucune de leurs demandes pourvu que j'entrasse dans la place ». La garnison est autorisée à regagner le Val-d'Aoste via le col du Petit-Saint-Bernard.
La paix revenue, le duc y nomme un châtelain, qui réside dans la place. Commandant, il perçoit un revenu de |2 000 à 3 000 Livres, et à la charge de six archers et de quatre gardes qui composent le corps de surveillance, et tenu, en cas d'alerte, d'en augmenter l'effectif. Il surveille également la perception des impôts, dont les droits de péage perçus sur les marchandises qui transitent à destination de la France, la Savoie et l'Italie.
Vers 1643, le gouverneur de la place est le comte Centorio Gagnoli.
Cette courte période de tranquillité s'achève, en 1690, lors d’une nouvelle invasion française. La forteresse et sa garnison forte de 300 hommes cède devant les forces du marquis de Saint-Ruth. Réparée sommairement, en 1713, après le traité d'Utrecht, en 1730, la mappe sarde, ne fait état d'aucune construction sur le site.
En 1742, alors que la Savoie est occupée par les troupes espagnoles, le château subit un dernier siège. Il est anéanti sous le tir de milliers de boulets, enseveli sous ses propres décombres. Charles-Emmanuel III, qui avait dirigé personnellement la résistance, est contraint de se retirer au fond de la Haute-Maurienne et de laisser le pays conquis à l'exaction des Espagnols. La forteresse ne sera jamais relevée.

### Période contemporaine
Les ruines furent la possession un temps du premier beau-père du président tunisien Bourguiba, jusqu’à ce qu’elles soient acquises par la municipalité, et le site aménagé.

## Description
Une gravure du château tel qu’il était, en 1602, réalisée par Claude Chastillon, en montre l'aspect imposant. La forteresse s'élevait sur l’esplanade qui couronne le rocher de Charbonnières, défendu par un rempart épousant les contours du rocher et qui descendait jusqu’à une tour carrée de six mètres de côté environ. Il semble que l'édifice se soit développé à partir d'une motte.
En 1860, l'historien de la Savoie, Camille Foray, décrivit Charbonnières : « Revêtu d'un appareil de petits contreforts à l'extérieur, le mur de rempart est construit avec des moellons ordinaires pris sur place. L'entrée du fort est défendue par deux tours surmontées d'un ouvrage en crénelure allongée. En 1840 on voyait encore le sous-pied de dalles grossières sur lequel tombait la herse en fer. Élevé à quatre-vingt mètres au-dessus de la vallée, le château comportait une citerne alimentée par les eaux de l’Arc coulant à ses pieds et les infiltrations à travers les parois latérales du cône tronqué dans lequel elle est creusée. Son entrée devait être protégée par une construction, car en 1748, lors de l'inventaire on livre au seigneur châtelain Brunier, douze clés dont celle de la citerne ».
À l'origine, le château primitif devait comprendre, un donjon construit sur une butte artificielle, une tour à signaux, la citerne, que l'on dit avoir été creusée par les Sarrazins et qui devait s'alimenter en eau directement dans l'Arc, et, l'église castrale « Saint-Laurent du Château », citée dans un acte de 1139,.
On voit encore aujourd’hui les traces des fossés, l’ancienne poudrière à l’intérieur du long rempart qui domine la route départementale et l’Arc, la citerne en partie comblée et l’orifice du puits, constructions des XVIIe et XVIIIe siècles et qui datent de la dernière remise en état. Un chemin, depuis le lac situé au pied du rocher, permet de gagner, à pied, le sommet de ce dernier.

## Héraldique
|  | Le blason de Charbonnières, qui est l'ancien blason de Savoie, est d'or à l'aigle de sable. |

## Châtellenie d'Aiguebelle
Le château est le centre d'une châtellenie, dit aussi mandement, relevant du bailliage de Savoie, dans l'organisation du comté de Savoie,, à partir du XIIIe siècle. Pour le comte de Mareschal de Luciane, à l'origine, la vallée de la Maurienne, relevant des comte de Savoie, correspondait à une seule châtellenie ayant pour centre le château d'Hermillon, lieu de résidence du châtelain. Il faut attendre l'année 1271 pour avoir la mention d'un châtelain d'Aiguebelle également métral de Maurienne et d'Hermillon. À partir de 1287, la vallée est séparée en deux châtellenies, celle d'Aiguebelle et celle dite de Maurienne, en amont du verrou d'Épierre, regroupant les fiefs de la moyenne et de la haute de la vallée,.
La châtellenie d'Aiguebelle possède une juridiction qui s'étend ainsi sur la partie basse de la Maurienne, correspondant à une partie de la commune moderne d'Aiguebelle et allant jusqu'à celle de La Chambre. Sa gestion implique une subdivision en deux métralies, Aiguebelle et d'Aiton. Le territoire est coupé par la rivière de l'Arc, toutefois un pont l'enjambe entre Aiguebelle et Randens.
Les différentes crues amènent à le réparer régulièrement. Le territoire est constitué, sans que les limites précises soient données par les sources, des villages (paroisses) d'Aiton et ses vignes, Argentine (appartenant en principe à l'évêque), Bonvillaret et Montgilbert, auxquels sont également associés Hurtières (Saint-Alban-d'Hurtières-Saint-Georges-d'Hurtières) et ses mines, Randens et Montsapey.
Le châtelain est un « [officier], nommé pour une durée définie, révocable et amovible »,. Il est chargé de la gestion de la châtellenie ou mandement, il perçoit les revenus fiscaux du domaine, et il s'occupe de l'entretien du château.
Afin de l'aider dans sa gestion, le châtelain est secondé par un vice-châtelain ou lieutenant, ainsi que par des métraux (ou mistraux) pour gérer les mestralies. « Les seigneurs la concédaient assez souvent, en fief ou en emphytéose, à une famille qui, dès lors, pouvait la vendre, la diviser, en disposer à son gré » (chanoine Garin), ils appartiennent très généralement à la noblesse locale ou du comté. Le chanoine Garin précise par ailleurs que « les émoluments, les droits, les attributions des mestraux variaient suivant les lieux et étaient généralement fixés par le titre de nomination, d'inféodation ou d'emphytéose ».
Le châtelain est parfois aidé par un receveur des comptes, qui rédige « au net […] le rapport annuellement rendu par le châtelain ou son lieutenant ».
Les Archives départementales de la Savoie possèdent les comptes de châtellenie des années 1275 à 1562.